# Bund der Christlich-Evangelischen Baptisten Italiens
Die Bund der Christlich-Evangelischen Baptisten Italiens (kurz UCEBI, italienisch: Unione Cristiana Evangelica Battista d'Italia) ist eine Gemeinschaft von Baptistenkirchen in Italien.

## Geschichte

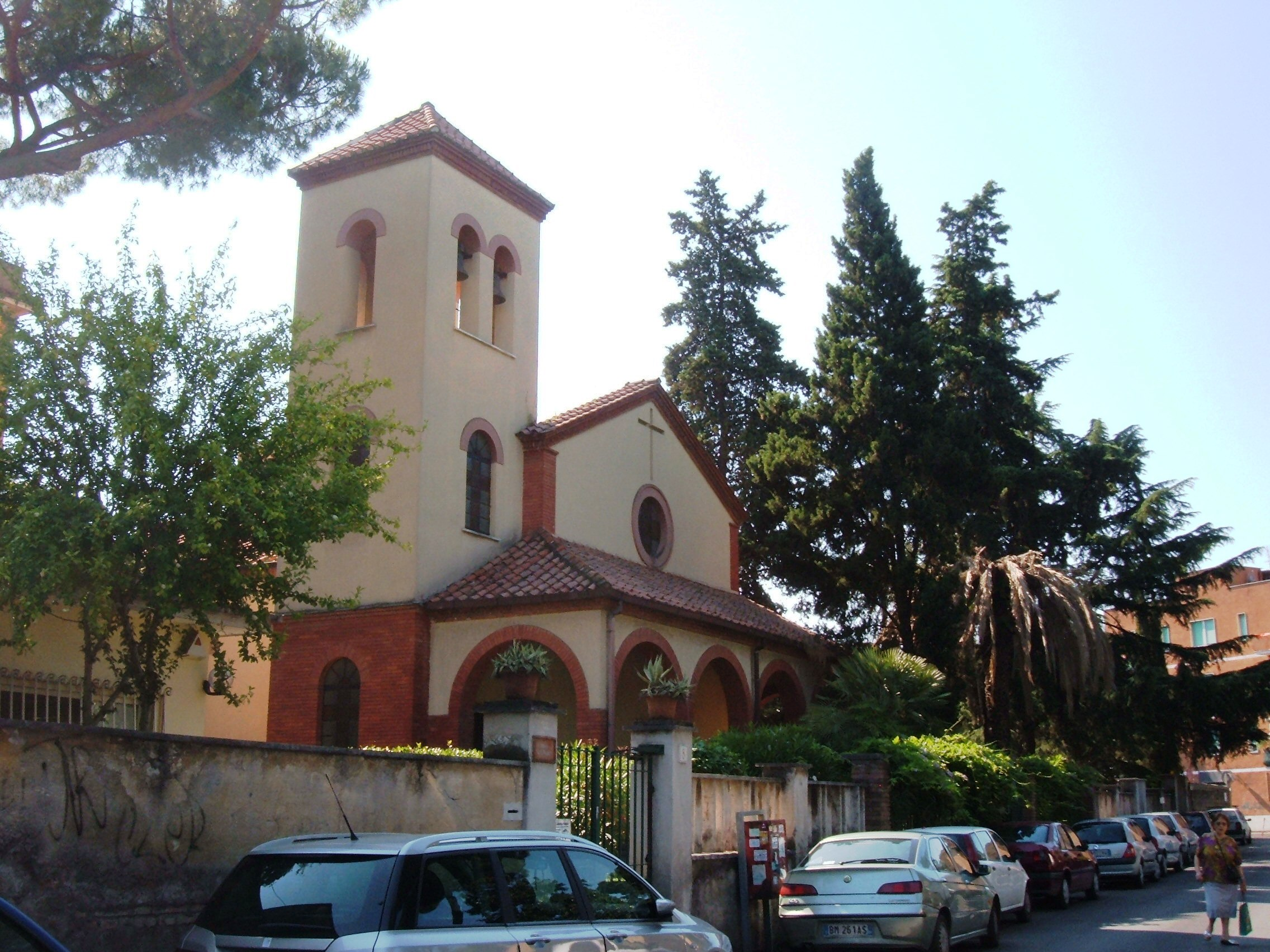
Baptistenkirche in Rom

Zunächst waren es britische Missionare, die im 1863 den Grundstein für die baptistische Bewegung in Italien legten. Nur wenige Jahre später kamen US-amerikanische Missionare nach Italien. In einigen größeren Städten und umliegenden Dörfern entstanden in der Folgezeit die ersten Baptistengemeinden Italiens. 1905 begann man mit dem Aufbau einer theologischen Ausbildungsstätte für haupt- und ehrenamtliche Mitarbeiter. Diese wurde allerdings 1932 durch die faschistischen Machthaber geschlossen.
1921 zog sich die Britische baptistische Missionsgesellschaft aus der Italienmission zurück und legte die Verantwortung für die von ihr gegründeten Gemeinden in die Hände der Außenmission der amerikanischen Southern Baptist Convention. Diese veranlasste 1939 die Gründung der Opera Battista, eine Vorläuferin des zwanzig Jahre später ins Leben gerufenen Bundes der christlich-evangelischen Baptistengemeinden Italiens. Von Anfang an suchte der italienische Baptistenbund den Kontakt zu bekenntnisverwandten Kirchen und Gemeinschaften, in deren Folge 1990 zwischen Baptisten, Waldenserkirche und Methodisten eine bedeutsame Übereinkunft erzielt wurde. Heute besteht zwischen den genannten Konfessionen volle Kirchengemeinschaft. Auch wird eine gemeinsame Wochenzeitschrift, die riforma herausgegeben. Neuerdings werden auch zwischen italienischen Baptisten und Pfingstlern Konvergenzgespräche geführt.

## Organisation, Ökumene, Statistik
Die in der Unione Cristiana Evangelica Battista d'Italia zusammengeschlossenen autonomen Ortsgemeinden gehören zur Europäisch-Baptistischen Föderation und zum Baptistischen Weltbund. Weitere Mitgliedschaften bestehen beim World Council of Churches (Ökumenischer Rat der Kirchen, ÖRK) und bei der Konferenz Europäischer Kirchen (KEK). Die italienischen Baptisten sind außerdem Mitbegründer der Federazione delle Chiese evangeliche in Italia (Föderation der italienischen evangelischen Kirchen).
Im Jahr 2009 existierten in Italien 116 baptistische Ortsgemeinden mit rund 7200 getauften Mitgliedern, die von 43 hauptamtlichen Geistlichen betreut wurden.